# First Comes Courage
Pour plus de détails, voir Fiche technique et Distribution.
First Comes Courage est un film américain réalisé par Dorothy Arzner, sorti en 1943.

## Synopsis
Nicole Larsen, membre de la résistance norvégienne dans une petite ville, est sur le point d'épouser le commandant nazi. Lorsque ses supérieurs commencent à la soupçonner, les Alliés débarquent un assassin pour le tuer : son ancien amant, le capitaine Allan Lowe.

## Fiche technique
- Titre : First Comes Courage
- Titre français : Duel dans la nuit[1]
- Réalisation : Dorothy Arzner
- Scénario : Melvin Levy, Lewis Meltzer et George Sklar d'après le roman Commandos d'Elliott Arnold
- Société de production et de distribution : Columbia Pictures
- Photographie : Joseph Walker
- Musique : Ernst Toch
- Montage : Viola Lawrence
- Direction artistique : Lionel Banks
- Pays d'origine : États-Unis
- Langue originale : anglais
- Format : noir et blanc - pellicule : 35 mm - Format d'image : 1,37:1 - son : Mono (Western Electric Mirrophonic Recording)
- Genre : guerre
- Durée : 126 min
- Dates de sortie :
  -  États-Unis : 29 juillet 1943
  -  France : 21 avril 1950

## Distribution
- Merle Oberon : Nicole Larsen
- Brian Aherne : le capitaine Allan Lowell
- Carl Esmond : Major Paul Dichter
- Isobel Elsom : Rose Lindstrom
- Fritz Leiber : Dr Aanrud
- Erville Alderson : Soren
- Reinhold Schünzel : le colonel Kurt von Elser
- Byron Foulger : le commerçant norvégien